# Де Бок, Лоран
Лоран Де Бок (нидерл. Laurens De Bock; родился 7 ноября 1992 года в Дендермонде, Бельгия) — бельгийский футболист, защитник греческого клуба «Атромитос» (Афины).

## Клубная карьера

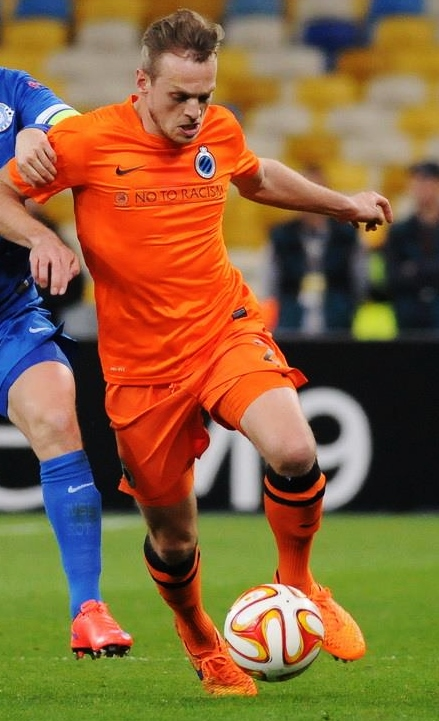
Де Бок в составе «Брюгге»

Де Бок занимался футболом в академиях «Стандард Веттерен» и «Локерен». 31 марта 2009 года в матче против «Брюгге» он дебютировал за «Локерен» в Жюпиле лиге. 24 сентября 2011 года в поединке против «Мехелена» Лоран забил свой первый гол. В том же году он помог Локерену выиграть Кубок Бельгии.
В начале 2013 года Де Бок перешёл в «Брюгге». Сумма трансфера составила 3,5 млн евро. 27 января в матче против «Гента» он дебютировал за новый клуб. 2 октября в 2014 года в поединке Лиги Европы против финского ХИКа Лоран забил свой первый гол за «Брюгге». В 2015 году он во второй раз стал обладателем национального кубка, а через год стал чемпионом страны. 22 мая 2016 года в поединке против «Остенде» Де Бок забил свой первый гол за «Брюгге» в чемпионате.
В начале 2018 года Лоран перешёл в английский «Лидс Юнайтед».

## Международная карьера
В 2011 году Лоран в составе юношеской сборной Бельгии принял участие в юношеском чемпионате Европы в Румынии. На турнире он сыграл в матчах против команд Испании, Турции и Сербии.

## Достижения
Командные
 «Локерен»
- Обладатель Кубка Бельгии — 2011/12

 «Брюгге»
- Чемпионат Бельгии по футболу — 2015/2016
- Обладатель Кубка Бельгии — 2014/15